# Jean De Clerck
Jean De Clerck (* 24. Dezember 1902 in Brüssel; † 3. Januar 1978 in Löwen) war ein belgischer Brauwissenschaftler. Er leitete das Fachgebiet Brauwesen der Katholieke Universiteit Leuven und der Université catholique de Louvain mit Sitz in Louvain-la-Neuve und beschäftigte sich mit Forschung, Lehre und Beratung rund um Hefen und Bier. Sein Lehrbuch der Brauerei Cours de brasserie, übersetzt von Paul Kolbach, gilt noch heute als Standardwerk des Brauens. De Clerck gilt als der „einflussreichste Brauereiwissenschaftler des zwanzigsten Jahrhunderts“.
Seine Erkenntnisse insbesondere zur Rolle von Sauerstoff während der Herstellung von Bier, dem Einfluss des pH-Werts, des Kohlenstoffdioxid Managements und der Schaumhaltbarkeit sowie der Qualität der verwendeten Rohstoffe, haben die moderne Brauindustrie signifikant beeinflusst.
In seiner Rolle als Lehrstuhlinhaber, Vertreter in internationalen Fachorganisationen, Berater für namhafte Brauereien, hat Jean De Clerck wesentlich zum Ansehen der belgischen Biere in der öffentlichen Meinung und in Fachkreisen beigetragen. Zusammen mit anderen war er für die Entstehung von Duvel und Chimay in ihrer heutigen Form verantwortlich. Generell übte er großen Einfluss auf die Abteibiere wie Trappistenbier aus.

## Leben

### Kindheit und Familie
De Clercks Elternhaus stand in der „rue de l'Escalier“, nicht weit von der Grand-Place/Grote Markt. Vater und Großvater betrieben ein Lebensmittelgeschäft. Er war das jüngste von drei Kindern. De Clerck war erst 1 Jahr alt, als sein Vater 1903 starb. Seine Mutter verließ daraufhin das Zentrum von Brüssel und ging mit den Kindern zu ihren Eltern zurück, die Landwirte in Woluwe-Saint-Lambert/Sint-Lambrechts-Woluwe waren. 1913 starb seine Mutter an Tuberkulose. Seine Großeltern starben in den Kriegsjahren 1915 und 1916. In der darauffolgenden Zeit bis zu seiner Heirat mit 26 Jahren, lebte er mit seiner Schwester und seinem ältesten Bruder zusammen.
Am 23. Mai 1928 heiratete er Rosa Maria Debecker, mit der er 11 Kinder, 6 Jungen und 5 Mädchen hatte, die zwischen 1929 und 1951 geboren wurden.
Einer seiner Söhne, Étienne, geboren 1935, wurde Professor und sein Mitarbeiter in der Brauerei Chimay.

### Ausbildung
Jean De Clerck absolvierte seine Schulzeit an der Grundschule in Woluwe-Saint-Lambert und dann am Jesuitenkolleg Saint-Michel, wo er seinen Abschluss Klassischer Philologie 1920 machte. Seinen Plan, Medizin zu studieren, musste er aufgrund der finanziellen Situation aufgeben. Stattdessen begann De Clerck im September 1920 eine Ausbildung zum Agraringenieur an der Université catholique de Louvain. Ab 1924 kombinierte er die chemische Verfahrenstechnik mit den Agrarwissenschaften und der Bierbrauerei. Diese duale Ausbildung brachte ihm einen Überblick über die Bierherstellung und führte ihn zur Forschung über die Qualität der in der Brauerei eingesetzten Rohstoffe.

### Brauereiingenieur
Neben seinem Militärdienst zwischen 1924 und 1925 im berittenen Artillerie-Regiment von Louvain arbeitete er im Labor der Brauerei-Fakultät der Katholischen Universität im Auftrag von Professor Verhelst, Direktor der Brauereischule, der ihn 1925 zu seinem Assistenten machte.
Um Erfahrung in der täglichen Praxis der Brauerei für seine wissenschaftliche Forschung zu gewinnen, verließ er das Labor der Schule und wurde als Ingenieur Brauer in der Brauerei Haacht, Boortmeerbeek, angestellt, was bedingte, dass er etwa 50 km pro Tag mit dem Fahrrad fahren musste, um zu arbeiten. Ab 1929 fand er Arbeit näher bei seinem Zuhause, die Brauerei Roelants in Schaerbeek/Schaarbeek.
Dennoch ging er weniger als ein Jahr später zurück als Laborleiter in die Brauerei De Haacht, die ihm eine Wohnung zur Verfügung stellte.
1933 trat er in die Artois Brauerei ein, wo er die Funktion des Leiters des Labor und der Fertigung übernahm.
Als Redner wurde er auf mehreren internationalen Konferenzen insbesondere in London und Budapest eingeladen. Er beriet zahlreiche Brauereien in Belgien, Europa und weltweit, und wirkte als Berater bei einigen von ihnen, in Belgien, aber auch in Frankreich (Brasserie de Nice, Brasserie d’Alger…).
Zusammen mit Albert Moortgat kreierte er das Duvel in seiner ersten Version 1930 und der aktuellen Version von 1967. Dieses Bier ist der Ursprung von dem, was der englische Experte Michael Jackson als „Belgian Strong Golden Ale“ einstuft. Bis 1973 setzte er dieses Brauerei-Beratungsgeschäft weltweit fort (USA, Spanien, Portugal, Frankreich, Argentinien, Japan…)

### Lehre
Ein bedeutender Meilenstein war 1939, als er auf Initiative von Professor Verhelst, der auch zu dieser Zeit Vorsitzender des Board of Directors der Artois Brauereien war, als Dozent an die Katholische Universität Leuven berufen wurde. Er wurde 1943 Professor und Direktor der Brauereischule der Universität Leuven und unterrichtete in Französisch und Niederländisch. Im Jahr 1973 erhielt er die Auszeichnung eines Professor emeritus.
Während seiner Lehrtätigkeit bildete er 266 Ingenieure aus, darunter 43 % Ausländer, unter anderem aus Spanien, Portugal und Amerika. Er veröffentlichte 250 Artikel und Publikationen, darunter 84 in ausländischen Zeitschriften, einschließlich Journal of the institute of brewing, Brauwelt, Brauwissenschaft, Monatschrift für Brauerei, Birra e malto, American Society of Brewing Chemists  etc.
1948 veröffentlichte er sein Standardwerk der Brauerei „Cours de brasserie“ in zwei Bänden von über 600 Seiten. Das erste Buch beschreibt den Umgang mit Rohstoffen, die Herstellung von Malz, Herstellung von Bier und Produktionsanlagen der Brauerei. Das zweite Buch ist der Analyse und Steuerung der Fertigungsmethoden gewidmet. Seit seiner Veröffentlichung gilt das Buch unter Fachleuten als die umfassendste Beschreibung des vorhandenen Wissens über Brauerei, darunter die modernsten Techniken der damaligen Zeit. Es galt bis in die 1980er Jahre als Standardwerk. Es wurde schnell von Professor Paul Kolbach unter dem Titel „Lehrbuch der Brauerei“ ins Deutsche übersetzt und in Großbritannien von Kathleen Barton-Wright unter dem Titel „A Textbook of brewing“ übersetzt und nochmals im Jahr 1994 auf Initiative des Siebel Institute of Technology à Chicago neu aufgelegt. Im Jahre 1962 wurde die zweite Ausgabe des „Cours de brasserie“, ergänzt und bereichert um die letzten Beiträge der Forschung, Die Seitenzahl beträgt 2000. Jean De Clerck arbeitete in den 1970er Jahren an einer 3. Auflage, aber die Krankheit, die ihn in seinen letzten Lebensjahren begleitete verhinderte die Vollendung seiner Arbeit. Übersetzungen in die russische und chinesische Sprache die „Brasserie Unterricht“ wurden in nicht autorisierten Ausgaben durchgeführt und werden weiterhin verkauft. Im Jahr 1965 gewährte ihm die Technische Universität München in Freising den Ehrendoktortitel in Maschinenbau.

### Weitere Aktivitäten
Zum Ende des Zweiten Weltkrieges ist Jean De Clerck an der Gründung der European Brewery Convention beteiligt, einer Organisation, die die technischen und wissenschaftlichen Interessen der Braubranche in Europa zusammenführt. Er wurde 1963–1971 zum Präsidenten der Organisation gewählt.

### Tod
Jean De Clerck starb nach einer degenerativen Erkrankung. Er wurde zusammen mit seiner Frau, die im Jahr 2001 gestorben war, auf dem Friedhof der Mönche der Trappisten-Abtei Scourmont bei Chimay begraben. Dies wurde möglich durch eine Sondergenehmigung durch des Abts in Anerkennung seines Beitrags zum Bier mit dem Namen Chimay, das er 1950 mit Pater Theodore, dem Brauermönch entwickelt hatte.

## Bibliographie
- Cours de brasserie, Band I: Matières premières, Fabrication, Installations, 1948.
Lehrbuch der Brauerei. Übersetzt von Paul Kolbach. Band I: Rohstoffe, Herstellung, Einrichtungen.
- Cours de brasserie, Band II: Méthodes d’analyse, Contrôle de la fabrication, 1948
Lehrbuch der Brauerei Band II: Analysenmethoden und Betriebskontrolle, 576 S. mit 176 Abb., Verlag: Versuchs- und Lehranstalt für Brauerei, Berlin, 1950 + 1952.

Aktualisierte und ergänzte Neuauflage der 2 Originale 1963, Neuauflage der Ausgabe von 1963 im Jahr 1980.